# كله إلا كده (فلم)
كله إلا كده (بالإنجليزية: Kulluh illa keda - Everything Except That) فيلم دراما مصري لعام 1936  من إخراج إدمون تويما، قصة وسيناريو وحوار محمد يونس القاضي. الفيلم من بطولة ببا عز الدين، ومحمد كمال المصري (شرفنطح)، وعبد الحميد زكي، وسرينا إبراهيم، ويروي قصة شاهين تاجر الفاكهة المتطلع لحياة اللهو، الذي يتعرف أثناء شرائه فاكهة بالجملة على الراقصة فكيهة التي تسلب لبه، وتحتال للحصول على المال، يطاوع شاهين غرائزه، وأخيرًا تستطيع فكيهة بأساليبها أن تسلب شاهين كل أمواله لتنشئ ملهى ليلي. تسوء حالة شاهين المادية حتى يعمل في الكباريه الذي أنشأته الراقصة.
صدر الفيلم إلى دور العرض المصرية في 7 ديسمبر 1936. 
منح موقع قاعدة بيانات الأفلام العربية «السينما.كوم» درجة 5.7/ 10.

## طاقم التمثيل والإخراج
ببا عز الدين: (1916 - 1952) ممثلة وراقصة شرقية مصرية من أصل لبناني، اشتهرت في الأربعينيات ونافست بديعة مصابني بعد ما انضمت للعمل بصالتها حتى أنها اشترت كازينو الأوبرا الاستعراضي الذي كانت تملكه بديعة. كانت مسيرتها 8 أفلام فقط، حيث ان وفاتها في حادث سيارة قيل انه مدبر، وقع وهي في سن 36 عام. كله إلا كده كان أول أفلامها.
عبد الحميد زكي: (1899 - 1970) بدأ على مسرح نجيب الريحاني ومسرح علي الكسار، رصيده أكثر من 139 عملاً سينمائياً ومسرحياً، كان أول أعماله الفيلم الصامت «برسوم يبحث عن وظيفة» عام 1923، وآخره أفلامه «ثلاث قصص» عام 1968. ظهر عبد الحميد زكي مرة واحدة في دور البطولة وذلك في 1936 مع فيلمه هذا «كله إلا كده».
سرينا إبراهيم: (1888 - 1954) في دور أم مفيدة، من مواليد القاهرة لأسرة يهودية، بدأت حياتها الفنية عام 1905 كمطربة بفرقة إسكندر فرح، ثم احترفت التمثيل، ثم أنتقلت إلى فرقة سلامة حجازي، ثم إلى فرق مختلفة حتى عام 1935، ومثلت معهم مسرحيات من أشهرها: (غادة الكامليا - أولاد الفقراء - أهل الكهف)، وشاركت في 11 عمل سينمائي أشهرها: (دنانير - طاقية الإخفاء – ليلى - كله إلا كده)، ومن أشهر أغانيها: سافر حبيبي. تزوجت أحد الأثرياء اليهود ويدعى سالم مزراحي وعاشت في الإسكندرية حتى عام 1954 ثم غادرتها إلى إسرائيل، حتى توفيت في نفس العام في 23 فبراير.
محمد كمال المصري (شرفنطح): (1886 - 1966) فيلم «كله إلا كده» هو الفيلم الرابع في مسيرته المتضمنة 45 فيلم آخرها «حسن ومرقص وكوهين» عام 1954. كان محمد كمال المصري يؤدي دوراً في أحد المسرحيات وكان اسم الشخصية «شرفنطح» وتعلق المصري بهذا الاسم واختاره اسماً له ليلحقه باسمه الحقيقي، حتى أنه أدى شخصيتين في السينما بنفس الاسم في أفلام: «مخزن العشاق» عام 1933، «كله إلا كده» عام 1936، «العرسان الثلاثة» عام 1947.
إدمون تويما: (1897 - 1975) ممثل مصري من أصل لبناني. عمل مدرساً في المدارس الفرنسية بالقاهرة، وعمل بالإدارة المسرحية، قام بتأليف المسرحيات وترجمتها، وعمل في مسرح جورج أبيض، واقتبس الكثير من الأفلام. فيلم «كله إلا كده» هو الفيلم الوحيد الذي قام بإخراجه.

## وصلات خارجية
- مقالات تستعمل روابط فنية بلا صلة مع ويكي بيانات

https://dhliz.com/film/kollo_illa_keda/ كله إلا كده (فيلم)
https://www.imdb.com/title/tt0276262/?ref_=ttfc_fc_tt كله إلا كده (فيلم)
https://karohat.com/Title/e94fc28a-921e-47fa-942b-6344364e24a0 نسخة محفوظة 16 أغسطس 2021 على موقع واي باك مشين. كله إلا كده (فيلم)
https://www.mobtada.com/details/615468 كله إلا كده (فيلم)
https://pulpit.alwatanvoice.com/articles/2020/07/15/527892.html كله إلا كده (فيلم)
https://www.alayam.com/Article/alayam-article/410562/Index.html كله إلا كده (فيلم)